# Архиепархия Кампалы
Архиепархия Кампалы (лат. Archidioecesis Lagosensis) — архиепархия Римско-Католической церкви c центром в городе Кампала — столице Уганды. Митрополия Кампалы включает в себя районы Кампала, Мпиги и Вакисо в центральной части Уганды. В митрополию Кампалы входят епархии Касаны–Луверо, Кийинды–Митьяны, Лугази и Масаки. Кафедральным собором архиепархии Кампалы является Собор Девы Марии. На территории архиепархии, в посёлке Намугонго, находится Базилика Мучеников Угандских, одна из двух малых базилик на территории Уганды. С 9 декабря 2021 года архиепископ Кампалы — архиепископ Павел Ссемогерере.

## История
27 октября 1880 года Святой Престол учредил апостольский викариат Ньянзы, выделив его из апостольского викариата Центральной Африки (сегодня — архиепархия Хартума.
В 1883 году он изменил своё название на Апостольский викариат Виктория-Ньянза.
13 июля 1894 года передал часть своей территории в пользу учреждения Апостольского викариата Верхнего Нила (сегодня — архиепархия Тороро) и Южной Виктории-Ньянзы (сегодня — архиепархия Мванзы) и одновременно, снова, изменил своё название на Апостольский викариат Северной Виктории-Ньянзы.
15 января 1915 года название снова изменилось на Апостольский викариат Уганды.
8 апреля 1929 года, 28 мая 1934 года и 25 мая 1939 года уступил часть своей территории в пользу учреждения Апостольского викариата Букобы, соответственно (в настоящее время епархия Руленге-Нгара), Рувензори (сегодня — архиепархия Мбарары) и Масаки (в настоящее время епархия).
25 марта 1953 года силой буллы Quemadmodum ad Nos Папы Пия XII Апостольский викариат был возведён в ранг митрополии и изменил названия став архиепархией Рубаги.
9 августа 1965 года митрополия уступила часть территории в пользу учреждения епархии Хоимы.
5 августа 1966 года митрополия приняла своё нынешнее название.
17 июля 1981 года митрополия передала ещё часть своей территории в пользу учреждения епархии Кийинды-Митьяны.
30 ноября 1996 года митрополия передала часть своей территории в пользу учреждения епархии Касаны-Луверо и Лугази.

## Ординарии архиепархии
- Léon-Antoine-Augustin-Siméon Livinhac, M.Afr. — (15 июня 1883 — 4 декабря 1889);
- Jean-Joseph Hirth, M.Afr. — (4 декабря 1889 — 13 июля 1894 — назначен апостольским викарием Южной Виктории-Ньянзы);
- Antonin Guillermain, M.Afr. — (22 января 1895 — 14 июля 1896);
- Henri Streicher,M.Afr. — (1 февраля 1897 — 2 июня 1933);
- Joseph Sweens, M.Afr. — (12 декабря 1912 — 15 ноября 1928);
- Henri Streicher, M.Afr. — (15 января 1915 — 2 июня 1933);
- Edouard Michaud, M.Afr. — (2 июня 1933 — 18 июня 1945);
- Louis Joseph Cabana, M.Afr. — (9 января 1947 — 20 декабря 1960);
- Joseph Kiwánuka, M.Afr. — (20 декабря 1960 — 22 февраля 1966);
- кардинал Эммануил Киванука Нсубуга — (5 августа 1966 — 8 февраля 1990);
- кардинал Эммануил Вамала — (8 февраля 1990 — 19 августа 2006);
- Сиприан Кизито Лванга — (19 августа 2006 — 3 апреля 2021);
- Павел Ссемогерере — (9 декабря 2021 — по настоящее время).

## Суффраганные диоцезы
- Диоцез Касаны–Луверо;
- Диоцез Кийинды–Митьяны;
- Диоцез Лугази;
- Диоцез Масаки.

## Источник
- Annuario Pontificio, Libreria Editrice Vaticana, Città del Vaticano, 2008.
- Булла Quemadmodum ad Nos, AAS 45 (1953), p. 705 Архивная копия от 27 марта 2010 на Wayback Machine  (лат.)